# همه‌پرسی استقلال لیتوانی ۱۹۹۱
یازده ماه پس از اعلام استقلال از اتحاد جماهیر شوروی در 11 مارس 1990، همه‌پرسی استقلال در لیتوانی در 9 فوریه 1991 برگزار شد.   در نتیحه این همه‌پرسی، کمی بیش از 93 درصد از رای دهندگان به استقلال این جمهوری از شوروی رأی دادند، در حالی که تعداد رأی دهندگان واجد شرایط رای «آری» 76.5 درصد بود که بسیار فراتر از آستانه 50 درصد مورد نیاز برای تأیید این همه‌پرسی بود.  استقلال متعاقباً در اوت 1991 به دست آمد.  استقلال جمهوری لیتوانی در 2 سپتامبر 1991 توسط ایالات متحده و در 6 سپتامبر 1991 توسط اتحاد جماهیر شوروی مجدداً به رسمیت شناخته شد و جمهوری شوروی سوسیالیستی لیتوانی، رسما به عنوان یک کشور مستقل تحت عنوان جمهوری لیتوانی شناخته شد.

## نتایج
| انتخاب                           | رای       | %    |
| -------------------------------- | --------- | ---- |
| موافق                            | ۲٬۰۲۸٬۳۳۹ | ۹۳٫۲ |
| مخالف                            | ۱۴۷٬۰۴۰   | ۶٫۸  |
| آرای نامعتبر/سفید                | ۷۲٬۴۳۱    | –    |
| جمع                              | ۲٬۲۴۷٬۸۱۰ | ۱۰۰  |
| رای دهندگان ثبت نام شده / مشارکت | ۲٬۶۵۲٬۷۳۸ | ۸۴٫۷ |
| منبع: Nohlen & Stöver            |           |      |